# Partez tranquilles, France 2 s'occupe de tout !
Partez tranquilles, France 2 s'occupe de tout ! est une émission de télévision française diffusé à 18 h 45 tous les dimanches pendant l'été 2011 sur France 2.

## Principe
Le principe de l'émission est de faire découvrir à des animateurs ou des journalistes du groupe France Télévisions, différents métiers qui n'autorisent que difficilement de prendre des vacances. Ainsi, ces personnalités devront remplacer des personnes qui prendront quelques jours de vacances pour effectuer son travail.

## Émissions
| Date de diffusion | Personnalité                                 | Métier effectué                   | Lieu de tournage                            |
| ----------------- | -------------------------------------------- | --------------------------------- | ------------------------------------------- |
| 3 juillet 2011    | Nelson Monfort                               | Boulanger                         | Zonza (Corse-du-Sud)                        |
| 3 juillet 2011    | Valérie Maurice                              | Animalier d'un zoo                | Les Sables-d'Olonne (Vendée)                |
| 10 juillet 2011   | Cyril Féraud                                 | Monsieur Loyal                    | Aurillac (Cantal)                           |
| 10 juillet 2011   | Patrice Laffont                              | Maire                             | Savigny-le-Temple (Seine-et-Marne)          |
| 17 juillet 2011   | Marine Vignes                                | Fermier                           | Gourbit (Ariège)                            |
| 17 juillet 2011   | Laurent Romejko                              | Pyrotechnicien                    | Saint-Tropez (Var)                          |
| 24 juillet 2011   | Audrey Chauveau                              | Pêcheur                           | Port-la-Nouvelle (Aude)                     |
| 24 juillet 2011   | Samuel Étienne                               | Gérant d'un cabaret               | Kirrwiller (Bas-Rhin)                       |
| 31 juillet 2011   | Laurent Luyat                                | Aubergiste                        | [Où ?] (Corse)                              |
| 31 juillet 2011   | Tex                                          | Gérant d'un centre équestre       | Saintes-Maries-de-la-Mer (Bouches-du-Rhône) |
| 7 août 2011       | Isabelle Martinet                            | Gérant d’hôtel pour animaux       | Jodoigne (Belgique)                         |
| 7 août 2011       | Louise Ekland                                | Pisciculteur (anguilles)          | Auray (Morbihan)                            |
| Non diffusé       | André Bouchet (Passe-Partout de Fort Boyard) | Soigneur dans un Marineland       | Antibes (Alpes-Maritimes)                   |
| Non diffusé       | Valérie Payet                                | Gérant dans un resto-plage        | [Où ?]                                      |
| Non diffusé       | Laurent Petitguillaume                       | Berger fromager                   | [Où ?] (Corse)                              |
| Non diffusé       | Anne-Gaëlle Riccio                           | Animatrice de colonie de vacances | [Où ?]                                      |

## Audiences
La première émission a été suivie par 1,4 million de téléspectateurs. Pour comparaison à la semaine précédente où l'émission Vivement dimanche prochain... était diffusée, 1,8 million de personnes étaient présentes devant leur poste.
À la suite des audiences qui continuent à baisser avec 800 000 téléspectateurs pour 6 % de part de marché lors des deux dernières émissions, elle est finalement déprogrammée à partir du 14 août et est remplacé par le jeu Mot de passe.